# 호쿠세이정
호쿠세이정(北勢町)은 미에현 이나베군에 존재했던 정이다. 정명은 후쿠세이 지방에서 유래되었다.
2003년 12월 1일, 이나베군 이나베정, 다이안정, 후지와라정과 합병해 이나베시가 성립해 호쿠세이정은 폐지되었다.

## 역사
- 1955년 4월 1일 - 아게키정, 도야시로촌,  야마사토촌이 합병해 호쿠세이정이 되었다.
- 1955년 8월 1일 - 이케다촌을 편입하였다.
- 2003년 12월 1일 - 이나베정, 다이안정, 후지와라정

## 교통
- 산기 철도(일본어판)
  - 산기 선

### 도로
- 국도 제306호선 (일본)(일본어판)
- 국도 제365호선 (일본)(일본어판)